# 徐来自
徐来自（1937年—），男，祖籍福建福清，生于印度尼西亚，中国冶金专家，曾任冶金工业部包头冶金研究所副总工程师，第五、六、七届全国政协委员。